# واومیس
واومیس (به فرانسوی: Vaumoise) یک کامین در فرانسه است که در Canton of Crépy-en-Valois واقع شده‌است.

## خصوصیات
واومیس ۳٫۱۳ کیلومترمربع مساحت و ۸۴۱ نفر جمعیت دارد و ۱۱۰ متر بالاتر از سطح دریا واقع شده‌است.